# 伴野智
伴野 智（ばんの さとる、1973年2月20日 - ）は日本の映像作家・幻燈舎映画主宰。大阪府吹田市生まれ。神奈川県川崎市在住。

## 経歴
関西大倉高等学校、立命館大学産業社会学部卒業。学生時代から自主制作映画で活動し、大学卒業後はケーブルテレビ会社を経て2001年に東北新社入社。「スターチャンネル」や「ヒストリーチャンネル」のディレクターを担当。2004年から映画・ドラマの制作部門に異動し、映画プロデューサーとして働く傍ら自らも映像作品を発表する。多くの映画祭で受賞・ノミネートを受ける。近年、自ら撮影し、構成、演出、プロデュースするスタイルで、テレビドキュメンタリーも数多く手掛け、受賞している。2020年に東北新社を退社し、現在はドキュメンタリー映画専門の動画配信サービス「アジアンドキュメンタリーズ」の代表をつとめている。

## 受賞・ノミネート歴
- BJシネマ大好き映像大賞入賞（『犬』 1994年／日本テレビ系列放映）
- 国民文化祭とちぎ1995全国映像の祭典・栃木県知事賞（『青春放浪記』 1995年）
- 文化の森映像コンクール1996最優秀賞（『青春放浪記』 1995年／毎日放送テレビなどで放映）
- キリン・コンテンポラリー・アワード1997 奨励賞（『マリア』 1997年）
- みちのく国際映画祭1998 オフシアター・コンペティショングランプリ（ノミネート）（『マリア』）
- ゆうばり国際冒険ファンタスティック映画祭1999 オフシアター・コンペティショングランプリ（ノミネート）（『山田君ノ布団』 1998年）
- 第5回小津安二郎記念蓼科高原映画祭・短編映画コンクール入賞（『トトオ』 2001年）
- CINE VIS CINEMA 2003 奨励賞（『トトオ』 2001年）
- 第6回小津安二郎記念蓼科高原映画祭短編映画部門入選（『海を見にいく』2003年）

ドキュメンタリー作品
- 第31回地方の時代映像祭選奨受賞（ヒストリーチャンネル『百二十八枚の広島～写真からみる昭和の足跡～』2011年）
- 第38回日本ケーブルテレビ大賞優秀賞（ヒストリーチャンネル『津波列島～忘れ去られた教訓～』2012年）
- 第50回ギャラクシー賞 奨励賞（NHK　BS1スペシャル『1972年　北京の五日間～こうして中国は日本と握手した～』2012年）
- 第54回ギャラクシー賞 奨励賞（東北新社 テレビ東京『鎮魂 硫黄島ー戦後70年 語り継ぐ兵士の言葉ー』2016年）
- 映文連アワード2017 グランプリ受賞（ドキュメンタリー短編映画　トヨタマーケティングジャパン『DISCOVER CROWN SPIRIT PROJECT』2016年）

ドラマ作品
- 第35回ATP賞テレビグランプリ ドラマ部門優秀賞（NHK 東北新社『花へんろ 特別編 春子の人形』2018年）

## プロデュース歴
- 『渋谷怪談 サッちゃんの都市伝説』2004年／制作プロデューサー／監督：福谷修ほか　主演：前田亜季
- 『ぶるうかなりや』2005年／プロデューサー補／監督：鶴橋康夫　主演：宮沢りえ
- 『渋谷怪談 THE リアル都市伝説』2005年／制作プロデューサー／監督：福谷修　主演：石坂ちなみ
- 『幸福のスイッチ』2006年／プロデューサー／監督：安田真奈　主演：上野樹里
- 『こわい童謡／表の章・裏の章』2007年／プロデューサー／監督：福谷修　主演：多部未華子・安めぐみ
- 『天国はまだ遠く』2008年／プロデューサー／監督：長澤雅彦　主演：加藤ローサ・徳井義実（チュートリアル）